# Pedro Luque
Pedro Luque (Montevideo, 20 de novembre de 1980) és un director de fotografia uruguaià. Des del 2018 és membre de l'Acadèmia de les Arts i les Ciències Cinematogràfiques.
Pedro Luque ha realitzat més de 30 curtmetratges, llargmetratges i vídeos des del 2004, la majoria en col·laboració amb directors sud-americans. El 2015 va ser director de fotografia a la pel·lícula de terror de Fede Alvarez, premiada i de gran èxit comercial, Don't Breathe. L'any següent va filmar la pel·lícula de terror The Watcher dirigida per Ryan Rothmaier. El 2018 va participar e Extinction de Ben Young, una altra pel·lícula de terror i el 2019 dirigida per David M. Rosenthal un Remake de Jacob's Ladder. El 2018 també va participar en The Girl in the Spider's Web, seguit el 2020 per Antebellum. Després es va fer càrrec del treball de càmera a Don't Breathe 2 (2021). El 2023 va dirigir la fotografia de La sociedad de la nieve de Juan Antonio Bayona, treballs pels quals ha estat nominat al Goya a la millor fotografia i a la Medalla del Cercle d'Escriptors Cinematogràfics a la millor fotografia.

## Filmografia[calcitació]

### Cinema
Llargmetratges
- 2006 : Palabras verdaderas de Ricardo Casas
- 2007 : La matinée de Sebastián Bednarik (documental)
- 2008 : Hit de Claudia Abend i Adriana Loeff (documental)
- 2009 : El cuarto de Leo d'Enrique Buchichio
- 2010 : La casa muda de Gustavo Hernández
- 2010 : Miss Tacuarembó de Martín Sastre
- 2013 : Relocos y repasados de Manuel Facal
- 2014 : Desiree de Ross Clarke
- 2014 : ABCs of Death 2 (segment "E")
- 2014 : Dios Local de Gustavo Hernández
- 2014 : High Five de Manuel Facal
- 2016 : Don't Breathe (Don't Breathe) de Fede Álvarez
- 2016 : O Silêncio do Céu de Marco Dutra
- 2016 : The Watcher de Ryan Rothmaier
- 2018 : Extinction de Ben Young
- 2018 : Look Away de Assaf Bernstein
- 2018 : The Girl in the Spider's Web de Fede Álvarez
- 2019 : Jacob's Ladder de David M. Rosenthal
- 2020 : Body Cam de Malik Vitthal
- 2020 : Antebellum de Gerard Bush i Christopher Renz
- 2021 : Don't Breathe 2 de Rodo Sayagues
- 2021: Paranormal Activity: Next of Kin
- 2023: La sociedad de la nieve de Juan Antonio Bayona

Curtmetratge
- 2004 : Redrat
- 2006 : Hobby Metal
- 2007 : Noche fría
- 2007 : El cuarto del fondo
- 2008 : Matrioshka
- 2008 : De cero a cien
- 2009 : El hombre muerto
- 2009 : Ataque de Pánico
- 2012 : La Mujer Rota
- 2014 : Mateo

### Televisió
- 2011 : Adicciones, episodi Cocaína
- 2015 : El hipnotizador, episodis O Colecionador de Dias i A Fita Amarela
- 2019 : Swamp Thing, episodi pilot
- 2020 : Penny Dreadful: City of Angels (3 episodis)
- 2020 : Social Distance, episodi #1.2